# Funny Farm
Pour plus de détails, voir Fiche technique et Distribution.
Funny Farm est un film américain réalisé par George Roy Hill, sorti en 1988.

## Synopsis
Quand Andy Farmer (Chevy Chase) et sa femme Elizabeth (Madolyn Smith) acquièrent une ferme dans le Vermont, ils sont bien loin d'imaginer tous les problèmes qui vont les y attendre. Andy, qui vient de quitter son emploi de journaliste sportif pour se lancer dans l'écriture d'un roman, est peu à peu distrait par les habitants de la ville.

## Fiche technique
- Titre français : Funny Farm
- Titre original : Funny Farm
- Réalisation : George Roy Hill
- Scénario : Jeffrey Boam d'après le roman de Jay Cronley paru en 1985
- Photographie : Miroslav Ondrícek
- Montage : Alan Heim
- Musique : Elmer Bernstein
- Décors : Henry Bumstead, James W. Payne
- Costumes : Ann Roth
- Casting : Marion Dougherty
- Producteurs :	Robert Crawford Jr. et Bruce Bodner, Patrick Kelley (producteurs exécutifs)
- Société de production : Cornelius Productions, Pan Arts, Warner Bros.
- Société de distribution : Warner Bros.
- Budget : 19 000 000 (estimé)
- Pays d'origine :  États-Unis
- Langue : Anglais
- Format : Couleurs (Technicolor) — 35 mm — 1,85:1 — Son : Dolby Stereo
- Genre : Comédie dramatique
- Durée : 101 minutes
- Date de sortie : 
  - États-Unis : 3 juin 1988
  - Australie : 6 octobre 1988
  - Allemagne de l'Ouest : 6 juillet 1989

## Distribution
- Chevy Chase (VF : Pierre Laurent) : Andy Farmer
- Madolyn Smith : Elizabeth Farmer
- Kevin O'Morrison : Le shérif Ledbetter
- Mike Starr (VF : Jean-Louis Faure) : Crocker, le déménageur
- Glenn Plummer : Mickey, l'assistant déménageur
- Bill Fagerbakke : Lon Criterion
- Nicholas Wyman : Dirk Criterion
- Kevin Conway : Crum Petree, le facteur
- Nesbitt Blaisdell : Hank
- Joseph Maher : Michael Sinclair, l'éditeur d'Andy
- Brad Sullivan : Brook
- Dakin Matthews : Marion Corey Jr

## À noter
- Ce film apparaît parfois dans la filmographie de l'actrice Sarah Michelle Gellar. Elle a effectivement tourné une scène où elle joue une étudiante d'Elizabeth à New York, au début du film, mais sa scène a été coupée au montage. Dans l'épisode Kendra, partie 2 de la série télévisée Buffy contre les vampires, Buffy (interprétée par Sarah Michelle Gellar) prévient Kendra de ne pas regarder dans l'avion de films avec Chevy Chase ou avec des animaux, une allusion à Funny Farm qui comporte les deux.